# Nymphon macabou
Nymphon macabou is een zeespin uit de familie Nymphonidae. De soort behoort tot het geslacht Nymphon. Nymphon macabou werd in 1990 voor het eerst wetenschappelijk beschreven door Muller. 